# DDR-Mannschaftsmeisterschaft im Schach 1955
Bei der DDR-Mannschaftsmeisterschaft im Schach 1955 gewann der zu Beginn der Spielzeit neu gegründete SC Wissenschaft Halle auf Anhieb die DDR-Mannschaftsmeisterschaft.
Im Hinblick auf die Schwerpunktbildung wurde eine Neugliederung der obersten Spielklassen beschlossen. Für die Saison 1955/56 wurde eine Sonderliga geschaffen, bestehend aus den drei Sportclubs Einheit Dresden, Motor Berlin und Wissenschaft Halle.

## DDR-Meisterschaft 1955

### Kreuztabelle der Mannschaften (Rangliste)
|    | Verein                     | 1   | 2   | 3   | 4   | 5   | 6   | 7   | 8   | 9   | 10  | 11  | Punkte |
| -- | -------------------------- | --- | --- | --- | --- | --- | --- | --- | --- | --- | --- | --- | ------ |
| 1  | SC Wissenschaft Halle      |     | 3,0 | 4,5 | 6,0 | 6,0 | 6,0 | 5,5 | 7,0 | 5,5 | 5,5 | 5,5 | 54,5   |
| 2  | Aufbau Dresden-Mitte       | 5,0 |     | 4,5 | 5,0 | 3,5 | 6,0 | 4,0 | 4,0 | 4,0 | 4,5 | 3,5 | 44,0   |
| 3  | Motor Berlin-Mitte         | 3,5 | 3,5 |     | 3,0 | 4,0 | 5,0 | 4,5 | 6,0 | 4,0 | 4,5 | 5,5 | 43,5   |
| 4  | Rotation Dresden           | 2,0 | 3,0 | 5,0 |     | 5,0 | 3,5 | 2,5 | 6,0 | 5,0 | 6,0 | 3,5 | 41,5   |
| 5  | Einheit Rostock            | 2,0 | 4,5 | 4,0 | 3,0 |     | 3,5 | 5,5 | 3,0 | 6,0 | 4,0 | 5,5 | 41,0   |
| 6  | Lok Leipzig-Mitte          | 2,0 | 2,0 | 3,0 | 4,5 | 4,5 |     | 5,0 | 4,0 | 6,0 | 5,0 | 4,5 | 40,5   |
| 7  | Einheit Leipzig-Ost        | 2,5 | 4,0 | 3,5 | 5,5 | 2,5 | 3,0 |     | 3,0 | 4,0 | 4,0 | 4,5 | 36,5   |
| 8  | Motor Jena                 | 1,0 | 4,0 | 2,0 | 2,0 | 5,0 | 4,0 | 5,0 |     | 4,5 | 4,0 | 4,5 | 36,0   |
| 9  | Motor Albert Richter Halle | 2,5 | 4,0 | 4,0 | 3,0 | 2,0 | 2,0 | 4,0 | 3,5 |     | 7,0 | 3,5 | 35,5   |
| 10 | Aufbau Börde Magdeburg     | 2,5 | 3,5 | 3,5 | 2,0 | 4,0 | 3,0 | 4,0 | 4,0 | 1,0 |     | 6,0 | 33,5   |
| 11 | SG Weißensee               | 2,5 | 4,5 | 2,5 | 4,5 | 2,5 | 3,5 | 3,5 | 3,5 | 4,5 | 2,0 |     | 33,5   |

### Die Meistermannschaft
| 1.            | SC Wissenschaft Halle                                                                                                 |

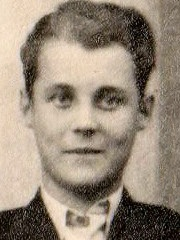
Werner Breustedt

| Schachfiguren | Siegfried Mühlberg, Heinz Liebert, Hans Besser, Johannes Eising, Werner Breustedt, Arno Raths, Klemm, Fritz Bartuszat |

### DDR-Liga
|   | Verein                   | 1   | 2   | 3   | 4   | 5   | 6   | 7   | Punkte |
| - | ------------------------ | --- | --- | --- | --- | --- | --- | --- | ------ |
| 1 | Motor Berlin-Wilhelmsruh |     | 5,5 | 5,0 | 5,5 | 7,0 | 5,5 | 6,0 | 34,5   |
| 2 | Einheit Schwerin         | 2,5 |     | 5,0 | 5,0 | 7,5 | 6,0 | 6,0 | 32,0   |
| 3 | Wissenschaft Greifswald  | 3,0 | 3,0 |     | 6,0 | 2,5 | 5,0 | 6,0 | 25,5   |
| 4 | Lok Bau Waren            | 2,5 | 3,0 | 2,0 |     | 5,0 | 6,0 | 6,5 | 25,0   |
| 5 | Einheit Potsdam          | 1,0 | 0,5 | 5,5 | 3,0 |     | 5,0 | 6,0 | 21,0   |
| 6 | Motor Wittenberge        | 2,5 | 2,0 | 3,0 | 2,0 | 3,0 |     | 6,0 | 18,5   |
| 7 | Chemie Fürstenwalde      | 2,0 | 2,0 | 2,0 | 1,5 | 2,0 | 2,0 |     | 11,5   |

|   | Verein                     | 1   | 2   | 3   | 4   | 5   | 6   | 7   | Punkte |
| - | -------------------------- | --- | --- | --- | --- | --- | --- | --- | ------ |
| 1 | Motor Gohlis Nord Leipzig  |     | 6,0 | 5,0 | 5,5 | 5,5 | 5,0 | 6,0 | 33,0   |
| 2 | Motor Staßfurt             | 2,0 |     | 3,5 | 4,0 | 4,5 | 6,0 | 7,0 | 27,0   |
| 3 | Einheit Mühlhausen         | 3,0 | 4,5 |     | 4,0 | 5,5 | 4,0 | 5,0 | 26,0   |
| 4 | Aktivist Lauchhammer-Mitte | 2,5 | 4,0 | 4,0 |     | 5,0 | 4,0 | 6,0 | 25,5   |
| 5 | Motor Gera                 | 2,5 | 3,5 | 2,5 | 3,0 |     | 4,5 | 6,5 | 22,5   |
| 6 | Lok Werdau                 | 3,0 | 2,0 | 4,0 | 4,0 | 3,5 |     | 6,0 | 22,5   |
| 7 | Motor Suhl                 | 2,0 | 1,0 | 3,0 | 2,0 | 1,5 | 2,0 |     | 11,5   |

## DDR-Mannschaftsmeisterschaft der Frauen
|   | Verein                       | 1   | 2   | 3   | 4   | 5   | 6   | Punkte |
| - | ---------------------------- | --- | --- | --- | --- | --- | --- | ------ |
| 1 | Motor "Albert Richter" Halle |     | 5,0 | 3,5 | 3,5 | 5,0 | 5,0 | 22,0   |
| 2 | Motor Gohlis Nord Leipzig    | 1,0 |     | 4,0 | 5,0 | 4,0 | 5,5 | 19,5   |
| 3 | Empor Tangermünde            | 2,5 | 2,0 |     | 2,5 | 3,5 | 5,0 | 15,5   |
| 4 | Einheit Ost Leipzig          | 2,5 | 1,0 | 3,5 |     | 3,5 | 4,5 | 15,0   |
| 5 | Lok Cottbus                  | 1,0 | 2,0 | 2,5 | 2,5 |     | 3,5 | 11,5   |
| 6 | SG Oranienburg               | 1,0 | 0,5 | 1,0 | 1,5 | 2,5 |     | 06,5   |

Vor der letzten Runde lag Leipzig 1½ Punkte vor Halle, erlitt dann jedoch beim direkten Aufeinandertreffen in Halle eine deutliche Niederlage.

## Jugendmeisterschaften
Die Meisterschaft der Schüler (Einzel und Mannschaft) fand im Rahmen eines Pioniertreffens im August 1955 in Dresden statt. Die Jugendmeisterschaft wurde nur für die männliche Jugend ausgetragen. Ihre Endrunde fand Ende Oktober 1955 in Delitzsch statt. Im Bericht der Zeitschrift "Schach" wird erwähnt, dass Lok Meißen die DDR-Jugendmeisterschaft ein paar Jahre hintereinander gewonnen hatte. Zu diesen Meisterschaften waren jedoch keine Berichte erschienen. Meißen belegte diesmal den zweiten Platz hinter Crimmitschau sowie vor Motor "Albert Richter" Halle und Einheit Potsdam.
| Altersklasse | männlich                       | weiblich                      |
| ------------ | ------------------------------ | ----------------------------- |
| Schüler      | Pionierhaus Leipzig            | Käthe-Kollwitz-Schule Potsdam |
| Jugend       | Fortschritt Mitte Crimmitschau |                               |